# Барош, Габор
Габор Янош Юстин Барош (Барошш) (венг. Baross Gábor János Jusztin; 1848—1892) — венгерский политик; в разные годы: министр транспорта, министр образования и министр внутренних дел Венгрии. В дореволюционных источниках, например в «ЭСБЕ», описывается как Гавриил Барошш де Белуш.

## Биография
Габор Барош родился 9 мая 1892 года в Австро-Венгрии в районе Поважска-Бистрица; происходил из венгерских дворян. 
С 1875 года состоял членом венгерской палаты представителей; с 1884 года был министром путей сообщения, с 1889 года — вместе с тем и торговли; существенно содействовал усовершенствованию венгерских путей сообщения, почты и телеграфа, заботясь о расширении венгерской торговли и промышленности.
Барош был человеком с таким сильным характером, что его нельзя было сбить с пути никакими препятствиями; его называли его «железным министром». Венцом его железнодорожной политики было регулирование Дуная на прежде непроходимых порогах Железных ворот путём строительства каналов, которые открыли восточную торговлю для Венгрии и явились событием международного значения. Осматривая свою работу там в марте 1892 года, он простудился, от которой и умер 8 мая. День его похорон был объявлен днем национального траура.
Габору Барошу было присвоено звание Почётного гражданина Будапешта и, помимо этого, его заслуги перед отечеством были отмечены орденом Железной короны.
В память о нём была названа одна из площадей венгерской столице, а также ему был поставлен бронзовый памятник.